# Heteropsyllus masculus
Heteropsyllus masculus är en kräftdjursart som beskrevs av Kunz. Heteropsyllus masculus ingår i släktet Heteropsyllus och familjen Canthocamptidae. Inga underarter finns listade i Catalogue of Life.